# Nutcase (film)
Nutcase este un film neozeelandez de comedie din 1980. Este regizat de Roger Donaldson.

## Distribuție
- Melissa Donaldson ca Nikki
- Peter Shand ca Jamie
- Aaron Donaldson - Crunch
- Jon Gadsby - Chief Inspector Cobblestone
- Nevan Rowe ca Evil Eva
- Ian Watkin ca Godzilla
- Michael Wilson ca McLooney
- Ian Mune ca U-boat Commodore
- Clyde Scott ca Murphy
- Jim Coates ca Gribble

## Vezi și
- Listă de filme de comedie din anii 1980